# (7480) Norwan
(7480) Norwan ist ein Asteroid des Amor-Typs, der am 1. August 1994 von Carolyn Shoemaker am Palomar-Observatorium entdeckt wurde.
Der Asteroid ist nach der Lichtgöttin Norwan der kalifornischen Wintun-Indianer benannt.